# کاکوسو
کاکوسو (به انگلیسی: Cacuso) شهری در استان مالانژه واقع در کشور آنگولا است که در سال ۲۰۰۹ میلادی ۵٬۰۲۰ نفر جمعیت داشته است.